# Luis Grijalva
Luis Miguel Grijalva (Città del Guatemala, 10 aprile 1999) è un mezzofondista guatemalteco, ha partecipato ai 5000 metri ai Giochi olimpici di Tokyo.

## Biografia
Nato a Città del Guatemala, è immigrato irregolarmente negli Stati Uniti d'America con la famiglia, all'età di un anno, è destinatario del DACA. Per poter partecipare ai Giochi Olimpici di Tokyo ha ricevuto un permesso speciale per recarsi in Giappone e poter tornare negli Stati Uniti.
Nel 2021 ai Giochi olimpici di Tokyo è giunto 12° nei 5000 metri. L'anno seguente ai Campionati del mondo di Eugene giunge 4º nei 5000 m.
Il 2 giugno 2023 al Golden Gala Pietro Mennea svoltosi a Firenze scende per la prima volta sotto i 13 minuti nei 5000 metri piani stabilendo il nuovo record guatemalteco della distanza.

## Record nazionali
Seniores
- 1500 m: 3'35"32 ( Mission Viejo, 18 luglio 2021)
- 1500 m indoor: 3'41"11 ( Spokane, 11 febbraio 2022)
- Miglio: 4'02"64 ( San Francisco, 29 giugno 2017)
- Miglio indoor: 3'53"53 ( Boston, 27 gennaio 2023)
- 3000 m: 7'29"43 ( Eugene, 17 settembre 2023)
- 3000 m indoor: 7'33"86 ( New York, 11 febbraio 2023)
- 2 miglia: 8'21"98 ( Eugene, 21 agosto 2021)
- 5000 m: 12'50"58 ( Oslo, 30 maggio 2024)
- 5000 m indoor: 13'29"74 ( Boston, 24 gennaio 2020)
- 10000 m: 27'06"02 ( San Juan Capistrano, 16 marzo 2024)

## Progressione

### 5000 metri piani
| Stagione | Misura   | Luogo               | Data      | Rank. Mond. |
| -------- | -------- | ------------------- | --------- | ----------- |
| 2023     | 12'52"97 | Firenze             | 2-6-2023  |             |
| 2022     | 13'02"94 | Bruxelles           | 2-9-2022  |             |
| 2021     | 13'10"09 | Tokyo               | 6-8-2021  |             |
| 2020     | 13'16"75 | San Juan Capistrano | 4-12-2020 |             |
| 2019     | 13'37"11 | Palo Alto           | 2-5-2019  |             |
| 2018     | 13'49"75 | Palo Alto           | 30-3-2018 |             |

## Palmarès
| Anno | Manifestazione  | Sede     | Evento       | Risultato | Prestazione | Note                                     |
| ---- | --------------- | -------- | ------------ | --------- | ----------- | ---------------------------------------- |
| 2021 | Giochi olimpici | Tokyo    | 5000 m piani | 12º       | 13'10"09    | Record nazionale                         |
| 2022 | Mondiali        | Eugene   | 5000 m piani | 4º        | 13'10"44    | Miglior prestazione personale stagionale |
| 2023 | Mondiali        | Budapest | 5000 m piani | 4º        | 13'12"50    |                                          |
| 2024 | Giochi olimpici | Parigi   | 5000 m piani | Batteria  | 13'58"81    |                                          |

## Altre competizioni internazionali
2017
- Argento alla TrackTown USA Summer Series ( San Francisco), miglio - 4'02"64

2022
- Bronzo al New Balance Indoor Grand Prix ( New York), 3000 m - 7'37"42
- 9º ai Memorial Van Damme ( Bruxelles), 5000 m piani - 13'02"94
- 11º ai Bislett Games ( Oslo), 5000 m piani - 13'18"13
- 11º al Prefontaine Classic ( Eugene),  5000 m piani - 13'36"93
- 6º ai Bauhaus-Galan ( Stoccolma),  3000 m  - 7'38"67
- 4º al Millrose Games ( New York), 3000 m - 7'41"21
- 4º al Lilac Grand Prix ( Philadelphia), 1500 m piani indoor - 3'41"11

2023
- Bronzo al Golden Gala Pietro Mennea ( Firenze), 5000 m  - 12'52"97
- 5º ai Bislett Games ( Oslo),  5000 m  - 12'56"63
- Oro al John Thomas Terrier Classic ( Boston), miglio indoor - 3'53"53

2024
- Bronzo al Bauhaus-Galan ( Stoccolma), 3000 m piani - 7'33"96